# Liste der Nummer-eins-Hits in Deutschland (1967)
Diese Liste enthält alle Nummer-eins-Hits in Deutschland im Jahr 1967. Es gab in diesem Jahr elf Nummer-eins-Singles und fünf Nummer-eins-Alben.
| Singles | Alben |
| --- | --- |
| - The Kinks: Dandy - 1 Monat (1. Januar – 31. Januar) - The Monkees: I’m a Believer - 1½ Monate (1. Februar – 14. März) - David Garrick: Dear Mrs. Applebee - ½ Monat (15. März – 31. März) - The Rolling Stones: Let’s Spend the Night Together - 1 Monat (1. April – 30. April) - The Beatles: Penny Lane - ½ Monat (1. Mai – 14. Mai) - Sandie Shaw: Puppet on a String - 2 Monate (15. Mai – 14. Juli) - Manfred Mann: Ha! Ha! Said the Clown - ½ Monat (15. Juli – 31. Juli) - Procol Harum: A Whiter Shade of Pale - ½ Monat (1. August – 14. August) - The Beatles: All You Need Is Love - 1½ Monate (15. August – 30. September) - Scott McKenzie: San Francisco (Be Sure to Wear Flowers in Your Hair) - 2 Monate (1. Oktober – 30. November) - Bee Gees: Massachusetts - 1½ Monate (1. Dezember 1967 – 14. Januar 1968) | - Esther & Abi Ofarim – Das neue Esther & Abi Ofarim Album - 5 Monate (15. November 1966 – 14. April 1967) - Verschiedene Interpreten – Die schönsten russischen Volkslieder - 3 Monate (15. April – 14. Juli) - The Beatles – Sgt. Pepper’s Lonely Hearts Club Band - 3 Monate (15. Juli – 14. Oktober) - Verschiedene Interpreten – Vergißmeinnicht - 1 Monat (15. Oktober – 14. November) - Esther & Abi Ofarim – 2 in 3 - 3 Monate (15. November 1967 – 14. Februar 1968) |

## Jahreshitparade
1. Maurice Jarre Orchester: Schiwago-Melodie (Lara’s Theme)
2. Sandie Shaw: Puppet on a String
3. Roy Black: Frag’ nur dein Herz
4. Roy Black: Meine Liebe zu Dir
5. David Garrick: Dear Mrs. Applebee
6. Ronny: Lass die Sonne wieder scheinen
7. Whistling Jack Smith: I Was Kaiser Bill’s Batman
8. The Monkees: I’m a Believer
9. The Rolling Stones: Let’s Spend the Night Together
10. Herman’s Hermits: No Milk Today

Siehe auch: Nummer-eins-Hits 1967 in  Australien, Belgien, Finnland, Frankreich, Irland, Italien, Neuseeland, den Niederlanden, Norwegen, Österreich, Spanien, den Vereinigten Staaten und im Vereinigten Königreich.